# The Tetris Company
Компанія Tetris, Inc. (TTC) є менеджером і ліцензіаром бренду Тетріс для третіх сторін. Він розташований у Неваді і належить творцям Tetris Олексію Пажитнову та Хенку Роджерсу . Компанія є ексклюзивним ліцензіатом Tetris Holding LLC, компанії, яка володіє правами на Tetris у всьому світі.

## Історія
Тетріс був створений Олексієм Пажитновим у 1984 році. Коли початкові версії гри поширювалися східним блоком, інтерес до її ліцензування для західного комерційного випуску привернув велику увагу. «Электроноргтехніка» (більш відома, як «Elorg») була радянською агенцією, створеною для контролю імпорту та експорту обладнання та програмного забезпечення за межі Радянського Союзу. У рамках ліцензування гри Пажитнов погодився дозволити «Elorg» займатися всім ліцензуванням протягом 10 років. Одним із головних ліцензіатів гри була Bullet-Proof Software, що належить Хенку Роджерсу, з яким подружився Пажитнов. Після розпаду Радянського Союзу «Elorg» було приватизовано.
Компанія Тетріс була заснована в 1996 році Пажитновим і Роджерсом для управління всесвітнім ліцензуванням власності. Візуальне вираження в офіційних іграх Тетріс захищено авторськими правами, які належать Tetris Holding, LLC, компанії, якій Пажитнов передав свої права на Тетріс. Компанія Тетріс надає ліцензію на торговельну марку Тетріс (яка включає в себе елементи товарного вигляду Тетріс, такі як чіткі блоки яскравих кольорів і вертикально прямокутне ігрове поле) компаніям, що розробляють відеоігри, і підтримує набір інструкцій, яким має відповідати кожна ліцензована гра. Спочатку «Elorg» був партнером компанії Тетріс, доки Роджерс і Пажитнов не купили права компанії «Elorg» приблизно в 2005 році
Компанія Тетріс також видала ліцензії третім особам на виробництво інших продуктів, таких як вітальні листівки та лотерейні квитки.

## Правове забезпечення
Компанія TTC привернула увагу наприкінці 1990-х років, коли спробувала видалити безкоштовні та умовно-безкоштовні клони Тетріс з ринку, розіславши листи про припинення і відмову, стверджуючи як про порушення торгової марки, так і про порушення авторських прав. Творці клонів Тетріс стверджували, що компанія не мала законних підстав для обмеження ігор тетроміно, які не порушували торговельну марку Тетріс, оскільки позови щодо авторського права на «вигляд і відчуття» раніше не розглядалися в суді (Lotus v. Borland), і тому, що листи не містили патентних претензій.
У серпні 2008 року Apple Inc. видалила «Tris», клон Тетріс, зі свого онлайн-магазину додатків . У березні 2009 року компанія Тетріс подала до суду на BioSocia, оператора ігрового порталу Omgpop через те, що одна з її багатокористувацьких ігор, Blockles, була надто схожа на Тетріс . До вересня 2009 року Omgpop видалив гру з веб-сайту та замінив її альтернативою, яку розробники створили на основі Puyo Puyo .
У травні 2010 року юристи, що представляють компанію Тетріс, надіслали Гугл повідомлення про порушення Закону про захист авторських прав у цифрову епоху стосовно клонів Тетріс, доступних для Android. Компанія Гугл у відповідь видалила 35 ігор, перелічених у повідомленні, хоча, за словами одного розробника, ігри не містили посилань на Тетріс .
У лютому 2011 року компанія Тетріс продовжувала подавати претензії щодо авторських прав проти незалежно розроблених клонів Тетріс, особливо проти Tetrada на ринку Windows Phone 7. Розробник Маріо Карагіаніс відхилив претензії щодо порушення авторських прав на тій підставі, що авторські права не поширюються на дизайн ігрового процесу, але все одно видалив гру, посилаючись на відсутність ресурсів для боротьби з тим, що він назвав «залякуванням».
У червні 2012 року суддя окружного суду США постановив, що клон Tetris Mino від Xio Interactive порушує авторські права компанії Тетріс, копіюючи такі елементи, як розміри ігрового поля та форми блоків.
У квітні 2021 року Ютуб блогер на ім'я JDH створив операційну систему, яка працює лише з Тетріс. Через два місяці його репозиторій на GitHub було виведено з мережі Tetris Company через порушення авторських прав. [ потрібне неосновне джерело ]